# 30 Jahre Playmobil – Entdecke die Welt
30 Jahre Playmobil – Entdecke die Welt war eine Wanderausstellung des Historischen Museums der Pfalz in Speyer, die vom November 2003 bis zum Oktober 2007 an sechs Orten gezeigt wurde.

## Beschreibung

### Ausstellungsstücke
Die Exponate der 1600 m² großen Ausstellung wurden von verschiedenen Stellen beigesteuert. So stammen die Großfiguren von der Zirndorfer Playmobil-Dekoabteilung, sehr alte Playmobil-Artikel aus dem Playmobil-Firmenarchiv und Königs-Löwen-Ritterburg und der Baukran mit Baugerüst aus Hal Far auf Malta.
Gezeigt wurden unter anderem ein Opernhaus, ein Zirkus aus vier Generationen und Napoleon-Armeen. Begleitveranstaltungen gab es unter anderem zu Piraten, Indianern und Rittern oder über die Themen Feuerwehr und Polizei bzw. Puppenstuben und Traumschlösser.
Eines der Highlights der damaligen Ausstellung war die Büste von Erfinder Hans Beck, wo dieser ebenfalls im Expo 2000 in Hannover zu sehen war. Außerdem waren auch einige Kunstobjekte mit und über Playmobil zu sehen; u. a. von Nürnberger Designer Ingo Klöcker.

### Stationen

Die Magdeburger Reiter von Playmobil

- Historisches Museum der Pfalz Speyer, 30. November 2003 bis 18. April 2004

Erste Station der Ausstellung, ca. 1600 m² groß.
- Maximilianpark Hamm, 14. Mai bis 7. August 2005

„Der Sturm auf die Ritterburg“ oder „Das Seegefecht der Piraten“ führte die Besucher mit bis zu fünf Quadratmeter großen Szenen in die Welt von Playmobil. Die Elektrozentrale im Maximilianpark wurde ein großes Spielzimmer zum Ausprobieren und Aufbauen. Insgesamt 82.000 Besucher sahen in dieser Station diese Ausstellung.
- Niederrheinisches Museum „Memoria-Haus“ Kevelaer, 22. August bis 6. November 2005[3]
- Bilderbuchmuseum Burg Wissem Troisdorf, 20. November 2005 bis 19. Februar 2006
- Roemer- und Pelizaeus-Museum Hildesheim, 4. März 2006 bis 6. Juni 2006[4]
- Kulturhistorisches Museum Magdeburg, 7. Juli bis 21. Oktober 2007

Anlässlich der Ausstellungen „Heiliges Römisches Reich Deutscher Nation“ und „30 Jahre Playmobil – Entdecke die Welt“ wurde ein Magdeburger Reiter von Playmobil produziert.